# Liste des maires de Clermont-Ferrand
Cet article présente la liste des maires de Clermont-Ferrand, commune française située dans le département du Puy-de-Dôme, depuis 1624.

## Ancien Régime
- 1624 : Étienne Pascal (père de Blaise Pascal)
- 1694-1719 : Jean-Antoine de Bonnet
- 1720-1723 : Antoine de Bonnet (son fils)
- 1723-1724 : N. Bernard
- 1751-1766 : Annet Barthomyvat des Paleines
- 1766-1769 : Jean-Baptiste Guerrier
- 1769-1772 : Annet Barthomyvat des Paleines
- 1777-1780 : Pierre Tixier
- 1780-1786 : Guillaume du Fraisse de Vernines
- 1786-1790 : Louis Anne (de) Reboul de Villars
- 1790-1791 : Jean-François Gaultier de Biauzat
- 1791-1792 : Antoine Sablon

## Première République
- 1792-1794 : Michel Monestier
- 1794-1794 : Étienne Bonarme (3 mois)
- 1794-1795 : Jean-François Gaultier de Biauzat
- 1795-1795 : Antoine Bergier (4 mois)
- 1795-1797 : Michel Monestier
- 1797-1798 : Guillaume Grimardias
- 1798-1798 : Claude Alexis Mabru (5 mois)
- 1798-1800 : Jacques Veysset

## Consulat et Premier Empire
- 1800-1805 : Antoine Sablon
- 1805-1809 : Martial de Solagniat, juge
- 1809-1815 : François Grangier de Lamothe

## Monarchie constitutionnelle
- 1815-1818 : Jean-Baptiste André, baron d'Aubière
- 1818-1820 : Jean-Baptiste Joseph Tixier, baron
- 1820-1822 : Jean-Baptiste André, baron d'Aubière
- 1822-1830 : Antoine Blatin
- 1830-1835 : Jules Cariol
- 1835-1843 : Hippolyte Conchon, beau-père d'Eugène Rouher
- 1843-1848 : Junius Verdier de Latour

## Seconde République
- 1848 : Antoine Jouvet (3 mois)
- 1848 : Jean-Joseph Vimal-Lajarrige (4 mois)
- 1848-1850 : Jean-Baptiste Poncillon

## Second Empire
- 1850-1860 : Pierre-Léon Bérard de Chazelles
- 1860-1861 : Frédéric Claude François Bonnay
- 1862-1870 : Jacques Philippe Mège

## Troisième République
- 1870-1871 : Agénor Bardoux (arrière-grand-père maternel de Valéry Giscard d'Estaing)
- 1871-1874 : Agis-Léon Ledru
- 1874-1875 : Félix Rougane de Chanteloup
- 1875-1880 : André Moinier
- 1880-1884 : Gilbert Gaillard
- 1884-1885 : Jean-Baptiste Antoine Blatin
- 1886-1888 : Émile Saint-Rame
- 1888-1893 : Louis Amédée Ulysse Gasquet
- 1893-1900 : Pierre Lecuellé
- 1900-1904 : Louis Renon
- 1904-1912 : Antoine Marie-Charles Fabre (coupé par Raymond Bergougnan qui fut élu maire le 2 juin 1910, mais qui démissionna aussitôt)
- 1912-1919 : Ernest Charles Vigenaud
- 1919-1929 : Philippe Marcombes
- 1929-1935 : Paul Gondard
- 1935 : Philippe Marcombes (1 mois, décédé)
- 1935-1944 : Paul Pochet-Lagaye (également maire sous le régime de Vichy)

## Quatrième et Cinquième Républiques
| Nom | Nom                          | Nom | Période        | Période        | Parti        | Notes |
| --- | ---------------------------- | --- | -------------- | -------------- | ------------ | --- |
|     | Gabriel Montpied (1903-1991) |     | 27 août 1944   | 1er avril 1973 | SFIO puis PS | Mécanicien Sénateur du Puy-de-Dôme (1959 → 1974) Conseiller général de Clermont-Ferrand-Nord (1955 → 1973) Président du conseil général (1964 → 1970) Démissionnaire |
|     | Roger Quilliot (1925-1998)   |     | 1er avril 1973 | 25 juin 1997   | PS           | Professeur agrégé Ministre du Logement (1981 → 1983) Sénateur du Puy-de-Dôme (1974 → 1998) Député du Puy-de-Dôme (avril → oct. 1986) Conseiller général de Clermont-Ferrand-Nord (1973 → 1979) Conseiller général de Clermont-Ferrand-Nord-Ouest (1985 → 1989) Ancien conseiller municipal d'Angers Démissionnaire |
|     | Serge Godard (1936- )        |     | 25 juin 1997   | 4 avril 2014   | PS           | Professeur de sciences physiques Sénateur du Puy-de-Dôme (1998 → 2001 et 2010 → 2011) Président de Clermont Communauté (1997 → 2014) |
|     | Olivier Bianchi (1970- )     |     | 4 avril 2014   | En cours       | PS           | Président de Clermont Auvergne Métropole (2014 → ) |

## Compléments